# Cepparello da Prato
Pour les articles homonymes, voir Prato (homonymie).
Cepparello da Prato, connu aussi comme Ser Ciappelletto, est un personnage fictif, protagoniste de la première nouvelle de la première journée du Décaméron de Boccace.

## Personnage littéraire
Le personnage est un notaire, ce qui lui donne le droit de porter  le titre « Ser ». Il est chargé par Musciatto Franzesi, un marchand français qui doit se rendre en Italie à la suite de Charles de Valois et qui décide de confier la perception des dettes de Bourguignons. Alors qu'il ne trouve personne, lui vient à l'esprit Cepparello da Prato, qu'il avait reçu à Paris. Il avait été renommé Ciappelletto, les Français croyant que le nom dérivait de cappello le francisèrent en « Chapelet ».
Cepparello est un homme habitué à toutes les impiétés : le parjure, semeur de discordes et de scandales, meurtrier, blasphémateur, perfide, gourmand, buveur et joueur. Si méchant que quand il se rend en France dans la maison de deux marchands florentins, malade et proche de la mort, les deux hôtes sont très troublés : ils ne peuvent pas le chasser, ils ne peuvent pas le faire confesser, parce que s'il révélait ses péchés aucun religieux ne lui donnerait l'absolution, et ce serait un scandale pour leur maison d'avoir hébergé un homme qui ne peut pas être enterré en terre sainte (leurs créanciers, de rudes bourguignons, les prendraient pour des voleurs de la pire espèce et refuseraient de les payer). Ils ne peuvent pas le laisser mourir sans le sacrement de la confession. Mais Cepparello comprenant leur crainte et pour na pas leur porter préjudice, les prie de faire appeler un confesseur auprès de qui il réaliserait son dernier péché devant Dieu, un de plus ou un de moins ne faisant plus de différence.
Un vénérable moine est appelé à qui Cepparello, pendant sa confession, raconte une série de mensonges, comme ceux d'être l'homme le plus pieux et craignant Dieu. Il se montre tellement crédible que le moine reste profondément impressionné. La fausse confession est parfois comique, Cepparello disant, avec beaucoup de regret et de crainte, des péchés si légers qu'ils font sourire le moine :

« Disse allora il frate: - O altro hai tu fatto?

- Messer sì, - rispose ser Ciappelletto - ché io, non avvedendomene, sputai una volta nella chiesa di Dio.

Il frate cominciò a sorridere e disse:

- Figliuol mio, cotesta non è cosa da curarsene: noi, che siamo religiosi, tutto il dì vi sputiamo.

Disse allora ser Ciappelletto:

- E voi fate gran villania, per ciò che niuna cosa si convien tener netta come il santo tempio, nel quale si rende sacrificio a Dio. »

— Giornata I, novella 1, 61-34
Le moine, après lui avoir donné l'absolution, l'assure qu'il sera enterré dans l'église de leur couvent et lui donne la communion et l'extrême-onction. Bientôt, Cepparello meure et, assimilé à la confession d'un saint homme, tout le chapitre des frères lui concède un enterrement solennel, auquel participe la foule curieuse de voir le saint homme. Les gens commencent même immédiatement à l'adorer avec le consentement des moines, et lui prélèvent des cheveux pour les conserver comme reliques. Il est bienôt proclamé San Ciappelletto.
À travers le personnage de Pamphile, la nouvelle se termine par l'interrogation de Boccace :  Dieu a-t-il eu pitié de ce « saint » en l’admettant pour sa bonhomie au paradis malgré ses nombreux méfaits ?
Parmi les thèmes de la nouvelle, il y a la valorisation de l'ingénu individuel (la confession de Ciappelletto), la séparation entre le niveau divin et humain, de l'ingénuité des hommes d'église face à l'hypocrisie de la bourgeoisie, qui veut concilier la religion et le mercantile. Les hommes se tournent vers les saints en tant que médiateurs dans leurs relations avec Dieu, mais les saints sont une invention humaine, et peuvent également être chassé dans l'enfer par Dieu, lequel accueille uniquement les bonnes intentions de ceux qui se tournent vers lui par des prières. Dieu peut donc convertir un fait négatif (la sanctification du pécheur) en positif.

## Recherches historiques
Les recherches dans les archives ont permis la découverte d'un Cepparello ou Ciapperello de Prato, documenté vers la fin du XIIIe siècle, en France comme receveur des dîmes et  tailles pour le roi Philippe le Bel et le pape Boniface VIII. Ce personnage réel peut avoir inspiré Boccace. Le « vrai » Cepparello cependant, était marié, avait des enfants, et en 1304 vivait encore à Prato[réf. nécessaire].

## Sources
- (it) Cet article est partiellement ou en totalité issu de l’article de Wikipédia en italien intitulé « Cepparello da Prato » (voir la liste des auteurs).